# Golf club du château de la Tournette
Pour les articles homonymes, voir Tournette.
Situé dans la campagne entre Ittre et Nivelles le Golf club du château de la Tournette offre deux parcours. L'Américain, dessiné par Bill Amick, et l'Anglais, réalisé par la paire Martin Hawtree-Peter Ellis qui offrent une opposition de style entre traditionalisme et modernité.
Il reçut la note de 15/20 dans l'edition 2008/2009 du Peugeot Golf Guide.